# Distretto di Ašmjany
Il distretto di Ašmjany (in bielorusso Ашмянскі раён?) è un distretto (raën) della Bielorussia appartenente alla regione di Hrodna.